# Пролейко, Валентин Михайлович
Валентин Михайлович Пролейко (30 июня 1933 года, село Воскресенское, Саратовская область — 30 декабря 2010 года) — советский и российский учёный, инженер-электроник, организатор отрасли.
Близкий помощник А. И. Шокина.
Лауреат Государственных премий СССР (1983) и УССР (1984). Кандидат технических наук.

## Биография
Родился 30 июня 1933 года в семье радиста в селе Воскресенское Хвалынского района.
Трудовую деятельность начал в 1955 году лаборантом в одной из московских школ.
Окончил МХТИ им. Д. И. Менделеева (1956), где учился с 1951 г., по специальности «инженер-технолог производства электронных приборов» и распределён на завод «Плутон», где: инженер, ст. инженер, ведущий инженер.
В 1961 году направлен на работу в новосозданный Государственный комитет электронной техники СССР, где в 1964 году возглавил Главную инспекцию по качеству.
На «Экспо-67» в Монреале руководил разделом «Электроника» Советского павильона.
С 1968 по 1985 годы начальник Главного научно-технического управления Министерства электронной промышленности СССР, также с 1975 г. член коллегии министерства.
В 1985 году арестован, содержался в Бутырской тюрьме. Освобождён судом в 1987 г., позже пленумом ВС СССР сняты все обвинения.
В 1988 г. создал НПК «Компьютерлинк».
Преподавал в МИЭМ (с 1968 г.), а затем в РГТУ-МАТИ им. К. Э. Циолковского, в последнем был профессором.
Преподавал в Московском химико-технологическом институте им. Д. И. Менделеева.
В 1973 г. защитил кандидатскую диссертацию на степень технических наук. Членкор Академии инженерных наук имени А. М. Прохорова (1998). Являлся членом редколлегии журнала «Нанотехника». Был председателем ежегодной (с 2004 года) Международной научно-практической конференции «Нанотехнологии — производству».
Собрал коллекцию мирового джаза.
Женился в 1956 году.

## Награды
- орден «Знак Почёта» (1966),
- орден Трудового Красного Знамени (1976),
- орден Октябрьской Революции (1981),
- медаль «За доблестный труд в ознаменование 100-летия со дня рождения В. И. Ленина» (1970),
- Медаль «Ветеран труда» (1984),
- грамота РАСУ (2001),
- почётная грамотой РАСУ (2003),
- дипломом МАРПУТ (2003).
- звание Почётный работник электронной промышленности (1980).
- Премия Миноборонпрома России (2001).

## Труды
Автор более 130 научных трудов, в т.ч. монографий:
- «Качество, надёжность и долговечность электронных приборов» (М., «Энергия», 1972);
- «Приборы на аморфных полупроводниках и их применение» (1975);
- «Системы управления качеством изделий микроэлектроники (теория и применение)» (1976);
- «Экономические методы управления качеством продукции» (1981).

Автор 7 авторских свидетельств СССР на изобретения.